# Georg Tappert
Georg Tappert, född 20 oktober 1880 i Berlin, död 16 november 1957 i samma stad, var en tysk målare och grafiker, betraktad som en viktig företrädare för den tyska expressionismen. Med bildmotiv ur den undre världens exotiska artistliv, kabarésångerskor, nakendansöser och gatuprostituerade, var Tappert en av de första i landet att avtäcka just denna del av storstadens nattliv. Som organisatör för den kejserliga huvudstadens konstnärliga utbrytare inom Neue Secession lyckades han också tidigt, före första världskriget, sammanföra landets nya stridbara grupperingar som Die Brücke i Dresden och Neue Künstlervereinigung i München med Berlins avantgarde. Utöver detta förvärvade han under livets gång ett rykte som utmärkt pedagog och konstprofessor vid ett flertal olika institutioner.

## Liv
Georg Tappert växte upp som son till en skräddare mitt i Berlin, på den livligt trafikerade och folktäta nöjesgatan Friedrichstraße, ett centrum för allsköns affärer, även då prostitutionen i kejsardömets huvudstad. Redan från tidig ålder kom han så i beröring med mode och en något mer ljusskygg värld. Efter en skräddarutbildning och gesällverksamhet studerade han med hjälp av mecenater åren 1900–1903 vid konstakademin i Karlsruhe. På önskemål från sina ekonomiska bidragsgivare var han därefter under läsåret 1904–1905 assistent åt Paul Schultze-Naumburg i dennes nyetablerade Saalecker Werkstätten för konst och  Lebensreform i den lilla orten Saaleck utanför staden Naumburg an der Saale i Sachsen.
1905 återvände Tappert som fri konstnär till Berlin och hade där sin första separatutställning på Galerie Paul Cassirer. Från 1906 och fram till slutet av 1909 bodde han i Worpswede (konstnärskolonin Worpswede) och bedrev där en privat konstskola. Hans mest berömde elev är Wilhelm Morgner, som han även efteråt ägnade stor omsorg och brevväxlade med ända fram till dennes bortgång. Tappert hade vid denna tid kontakt med Heinrich Vogeler, som han uppskattade mer som person än som konstnär, och med Paula Modersohn-Becker, som påverkade honom konstnärligt och förmodligen gjorde honom bekant med ny fransk konst. I Worpswede började Tappert utveckla sin personliga stil genom en mängd blomsterstilleben, några enstaka landskap och sina första figurativa bilder och porträtt.
Tillbaka i Berlin 1910 blev hans verk refuserade av juryn för dåtidens ledande konstnärsförening Berliner Secession. Redan på baksidan av det skriftliga beskedet började han skissa på grundandet av en ny förening kallad Neue Secession tillsammans med Moriz Melzer (1877–1966) och Heinrich Richter-Berlin (1884–1981). Deras första utställning i maj samma år utgjordes av verk som refuserats på liknande vis och kallades också så, "Berliner Secessions refuserade 1910". Fram till föreningens upplösning 1914 arrangerades ytterligare sex utställningar. Konstnärerna i gruppen Die Brücke från Dresden anslöt sig omedelbart som medlemmar. Max Pechstein blev föreningens ordförande fram till sitt utträde ur Brücke 1912, Georg Tappert vice ordförande och huvudorganisatör. I slutet av 1911 blev Franz Marc och Vasilij Kandinskij medlemmar. Neue Secessions fjärde utställning detta år kunde så för första gången visa verk av de båda huvudgrupperingarna inom den tyska expressionismen tillsammans.  
Maria Morgner, modern till den tidigare eleven och unge konstnären Wilhelm Morgner som hade stupat i Flandern mot slutet av första världskriget, gav 1918 Georg Tappert i uppdrag att sammanställa och ordna sonens konstnärliga kvarlåtenskap. Tappert åstadkom förteckningar över målningar, teckningar, akvareller och grafiska blad. Han numrerade verken och gav dem också titlar, då Morgner själv sällan hade namngivit dem. Verkförteckningarna finns idag på Germanisches Nationalmuseum.
1919 gifte sig Georg Tappert med sin tidigare elev Kathleen Bagot (1890–1925). Efter Kathleens bortgång 1925 gifte han om sig året efter med sin elev Elisabeth Foerstemann (1901–1929). 1953 gifte han sig till sist med sin systerdotter Annalise Friedrich (1908–2002) som redan 1932 hade flyttat in hos honom som ung musikstudent.
Georg Tappert är begravd på skogskyrkogården Waldfriedhof Dahlem i Berlin.

## Verk
Åren fram till första världskriget uppstod Georg Tapperts storskaliga expressionistiska verk, med porträtt och gestaltningar av kvinnliga dansare, liksom den storskaliga serien med nakenstudier av hans favoritmodell Betty. Vid sidan av måleriet ägnade han sig intensivt åt grafiska tekniker som trä- och linoleumsnitt, litografi och etsning. 1911 grundade han tillsammans med bland andra Käthe Kollwitz Berliner Juryfreien Austellungen, det vill säga en utställningsform som inte alls var bedömd i förväg av en antagningsjury. 1912 var han representerad med fyra större målningar på den dittills mest omfattande manifestationen av modern konst, Sonderbunds internationella konstutställning i Köln. Det året deltog han även med grafiska verk på Blauer Reiters exklusiva, andra utställning ägnad enbart grafik i München. Från 1912 började han också undervisa i statlig tjänst. 1913 var han dels lärare vid den kungliga konstskolan i Berlin, Königliche Kunstschule zu Berlin, som var inriktad på utbildning av lärare i teckning och konst, och dels vid den privata konstskolan Schule Reimann. Båda dessa inrättningar var förlagda till stadsdelen Berlin-Schöneberg. Från 1913 bidrog han också regelbundet med grafiska arbeten i olika avantgardistiska tidskrifter som till exempel Die Aktion.  
Under första världskriget tjänstgjorde Georg Tappert från 1916 i Berlins flygflottilj och kunde utöver det fortsätta sitt konstnärliga arbete. Dessa år införlivade han stilelement från i synnerhet kubismen, futurismen och orfismen. Åren 1917–1919 ansvarade Tappert för bildmaterialet i den expressionistiska månadstidskriften för litteratur och grafik Die Schöne Rarität, utgiven i sammanlagt 21 häften av Verlag Adolf Harm i Kiel. Här publicerades originalträsnitt och reproduktioner av bland andra Erich Heckel, Max Pechstein och Georg Schrimpf. Det sista häftet som kom i mars 1919 var ett specialnummer helt ägnat Georg Tappert med bland annat bidrag av författarna Theodor Däubler och Walter Hasenclever.
I slutet av 1918 tillhörde Georg Tappert grundarna av konstnärsföreningen Novembergruppe. Efter första mötet 3 december publicerade gruppen ett upprop riktat till tyska konstnärer i tidskriften Die schöne Rarität. Tappert medverkade även till bildandet av den konstnärliga sammanslutningen Arbeitsrat für Kunst, modellerad efter tidens tyska arbetarråd och soldatråd, med arkitekten Bruno Taut som ordförande första året. 1919 återupptog Tappert sin verksamhet som lärare vid den kungliga konstskolan i Berlin, vilken nu hade blivit förstatligad. 1921 erhöll han här professors titel. Samtidigt verkade han återigen som lärare vid den privata Schule Reimann (fram till 1924).
I sitt arbete under mellankrigstiden ägnade sig konstnären huvudsakligen åt kvinnor som hörde hemma i Berlins mer ljusskygga delar, bland kabaréer, varietéer, nattbarer och  cirkusar. En lång rad nakenstudier och storskaliga porträtt blev till i en mycket variationsrik, expressiv-realistisk stil. Varken den nya saklighetens kyla eller tidens veristiska samhällskritik var något för honom. Psykologiskt inkännande, skoningslös men mänskligt beaktande levererade han ett eget panorama av den här tidens förment obetydliga storstadsmänniskor. Grafiska tekniker minskade i värde för honom, medan tecknandet fick stor betydelse. I hans kvarlåtenskap påträffades omkring 4500 blad i olika tekniker från de minsta blyertsskisser till stora akvareller och pasteller.  
1933 bedömdes den typ av konst som Tappert representerade, liksom den bild av människan han visade upp, som entartete Kunst av nationalsocialistiska konstvetare. Redan i februari det året avsattes Tappert från sin statliga tjänst som professor, men återanställdes ett halvår senare på deltid, då kollegor och studenter hade bett om detta. 1937 avskedades han återigen, en gång för alla, och förbjöds även att verka som konstnär genom såväl måleri- som utställningsförbud. I augusti samma år beslagtog propagandaministeriet verk av honom i offentliga samlingar. Det var enbart grafiska verk och samtliga noterades efter värdering som zerstört [förstörda]. Bland dessa fanns 3 enskilda grafiska blad, 1 teckning och 2 exemplar av en portfolio med åtta träsnitt gjorda efter Theodor Däublers dikt Der Nachtwandler. Många av Tapperts verk gick senare förlorade också genom skadegörelse under andra världskriget. 
Efter krigsslutet 1945 fick han i uppdrag av ockupationsmakterna att i Berlin återupprätta den högskola för utbildning av lärare i teckning och konst, där han själv hade verkat med början 1913. Snart såg han till så att denna kunde verka under samma tak som Hochschule der Künste under ledning av Karl Hofer. 
1953 mottog han Förbundsrepubliken Tysklands förtjänstorden för sitt pedagogiska värv. Hans egna konstnärliga arbeten, som han hade gömt i källaren och på vinden hemma, glömdes däremot bort. Först efter hans död började ett successivt återupptäckande av hans verk. Konsthistorikern Gerhard Wietek (1923–2012), som tidigt skrev om Die Brückes konstnärer och senare blev chef för förbundslandet Schleswig-Holsteins konst- och kultursamling på slottet Gottorp, hjälpte Annalise Tappert med förvaltningen av kvarlåtenskapen. 1980 publicerade han den första omfattande monografin med en verkförteckning över målningar. Han låg också bakom mängder av retrospektiva utställningar. 1996 följde han upp med en verkförteckning över Tapperts grafiska produktion. Den konstnärliga kvarlåtenskapen med över 250 målningar och omkring 5000 teckningar finns sedan 2002 på Gottorp och sköts av stiftelsen Georg-Tappert-Stiftung. Konstnärens skriftliga kvarlåtenskap finns på konstarkivet vid Germanisches Nationalmuseum i Nürnberg. Konstmuseet i Bayreuth hyser en samling verk som tillkom under vistelser i Oberfranken åren 1926–1933.